# Kill Bill (chanson)
Pour les articles homonymes, voir Kill Bill : Volume 1 et Kill Bill : Volume 2.
Singles de SZA
Nobody Gets Me (en)
(2023) Snooze (en)
(2023)
Kill Bill est une chanson de l'auteure-compositrice-interprète américaine SZA extraite de son deuxième album studio SOS.
Un remix avec Doja Cat en featuring est publié le 14 avril 2023, marquant la deuxième collaboration entre les deux artistes après Kiss Me More en 2021.

## Accueil commercial
Aux États-Unis, Kill Bill devient le premier numéro de SZA dans le Billboard Hot 100. Elle est également la chanson qui est restée le plus de semaines en tête du Hot R&B/Hip-Hop Songs.

## Distinctions
Lors de la 66e cérémonie des Grammy Awards, la chanson Kill Bill est nommée dans les catégories de l'enregistrement de l'année, de la chanson de l'année et de la meilleure prestation R&B.